# Ritter Toggenburg
Ritter Toggenburg ist eine im Juli des Balladenjahres 1797 entstandene Ballade von Friedrich Schiller. Nach Schillers Kalendereintrag schloss er sie am 31. Juli ab. Das in zehn trochäischen Strophen verfasste Gedicht erschien erstmals noch im gleichen Jahr im Musen-Almanach für das Jahr 1798 und wurde auch in die Gedichtausgaben von 1800 und 1804 aufgenommen.

## Inhalt
Das Gedicht erzählt die unerfüllbare Liebe des Schweizer Ritters Toggenburg. Er schließt sich einem Kreuzzug an und erfährt bei seiner Rückkehr, dass seine Angebetete in ein Kloster eingetreten ist. Er lässt sich in Sichtweite ihrer Zelle als Einsiedler nieder und ist damit zufrieden, dass er die Nonne aus der Ferne sieht. Die Ballade endet mit seinem Tod. Der Schluss lautet:
Und so saß er, eine Leiche,

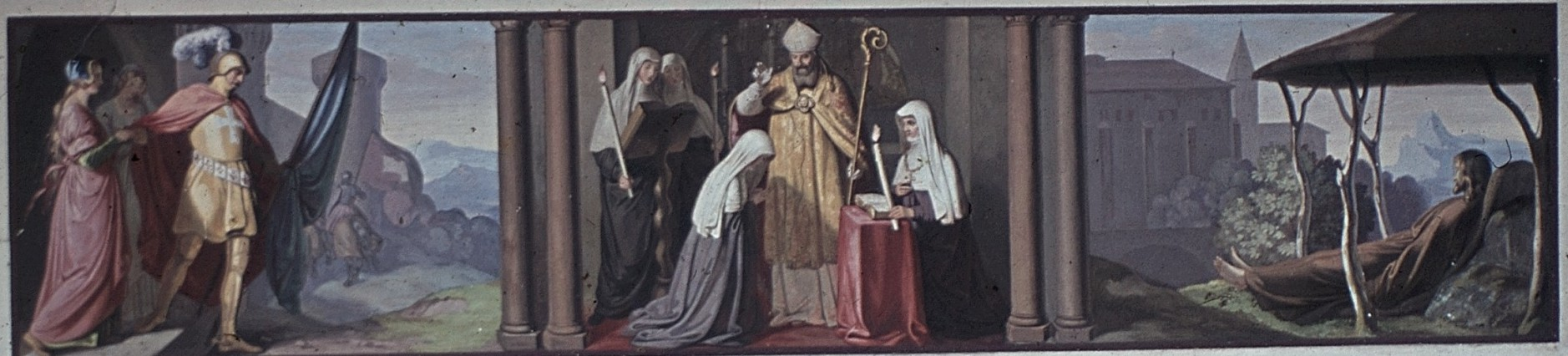
Wandbild im Residenzschloss Weimar von Bernhard Neher d. J. um 1836/40

Eines Morgens da,
Nach dem Fenster noch das bleiche
Stille Antlitz sah.

## Wirkung
Heute ist die Ballade kaum noch allgemein bekannt. Wie die Fülle der vorzustellenden Rezeptionszeugnisse (auch der eher trivialen) belegt, gehörte das Gedicht aber zumindest im 19. Jahrhundert zu den populärsten Balladen Schillers.
Die folgende Zusammenstellung kann für sich in Anspruch nehmen, seit den 1859 erschienenen Bibliographien von Wurzbach von Tannenberg und Wenzel die Rezeption am umfassendsten zu dokumentieren.

### Unmittelbare Aufnahme 1797/98
Am 12. September 1797 notierte Goethe im Brief an Schiller Ich muß nicht vergessen zu dem glücklichen Fortschritt des Almanachs und zu Ritter Toggenburg zu gratuliren. (Er hatte sie im Aushängebogen des Musen-Almanachs kennengelernt.)
Am ausführlichsten äußerte sich am 19. Januar 1798 Christian Gottfried Körner, der vertraute Freund und Verehrer des Dichters. Ritter Toggenburg ist mir besonders lieb durch eine gewisse musikalische Einheit, und die durchgängige Gleichheit des Tons, der zu dem Stoffe vollkommen paßt.
Aus Erfurt meldete sich brieflich am 21.[?] November 1797 Karl Theodor von Dalberg, späterer Kurfürst und Erzbischof von Mainz, mit einer Würdigung der Almanach-Balladen (ebd. 37. Band. Teil I, 1981, S. 175). Auszug:

„In grausenerregenden Balladen ringt der beschränkte Mensch mit allgewaltigem Schicksal. Den bedroh'ten, leidenden, wagenden Sterblichen umschweben hier in unbestimter Dunkelheit unendliche Gefahren. So zeigt die Vernunft dem glücklichen Polykrates den Abgrund seines Unglücks; so blutet Toggenburgs Herz!“

Ohne einen genauen Grund anzugeben, lobte am 24. November 1797 der Musiker Johann Rudolph Zumsteeg verschiedene Balladen Schillers. Seine spätere Vertonung (s. u.) wird neben der Schuberts die bekannteste des Ritters Toggenburg sein: Ferner haben mir vorzüglich gefallen: Toggenburg, Die Todtenklage, Die Kraniche und die schöne Ballade, Der Gang nach dem Eisenhammer (ebd., S. 177).
Von Ihren beiden übrigen Romanzen ist mir der Ritter Toggenburg die liebste. Schilderung und Ton sind charakteristisch und machen dadurch Effect, teilte im Dezember aus Paris Wilhelm von Humboldt mit (ebd., S. 195).

### Spätere Rezeption und Anspielungen

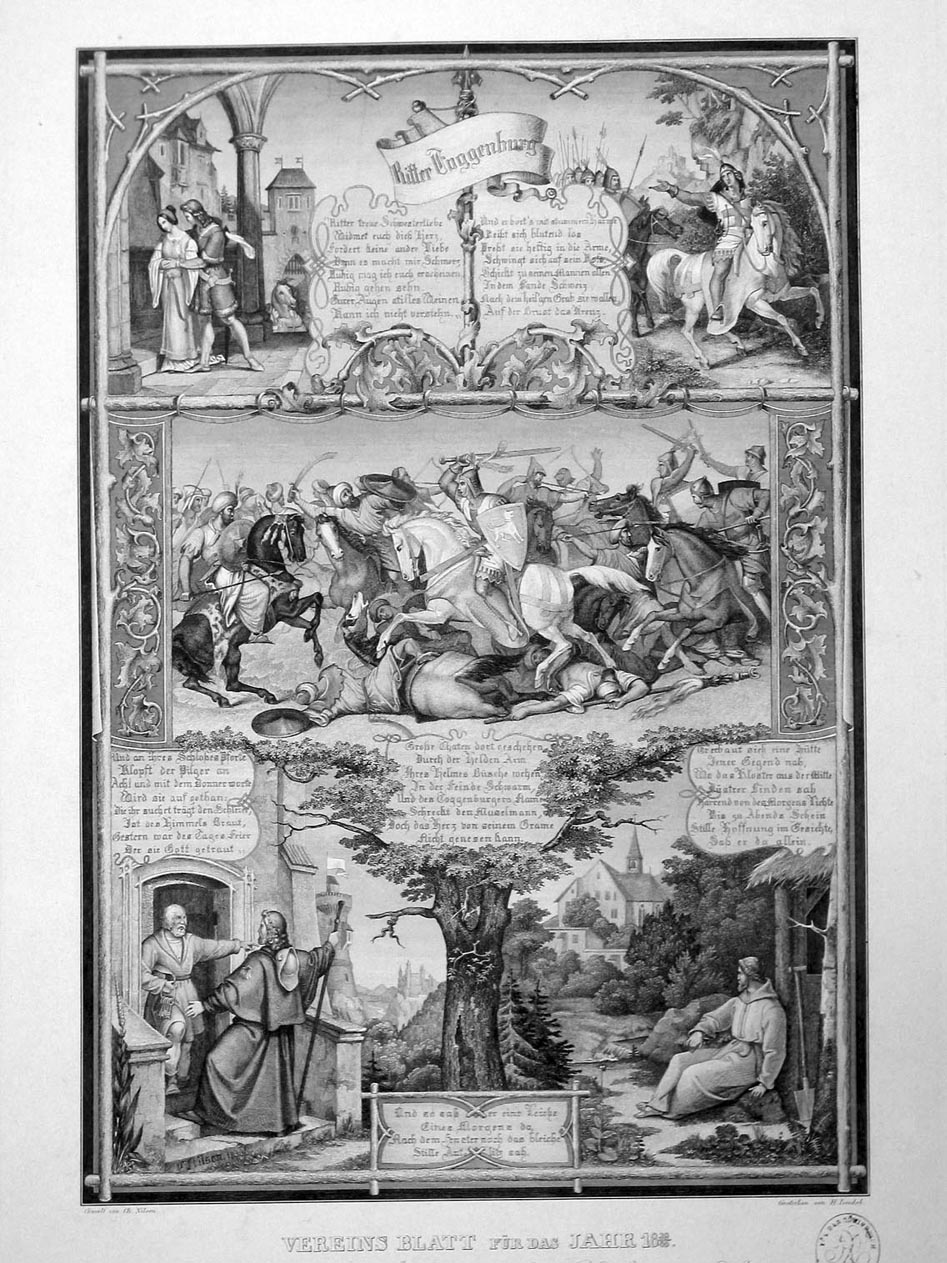
Bogen von Heinrich Loedel 1839/40

Auf die Popularität der Ballade spielte in seiner Posse Das Mädel aus der Vorstadt Johann Nestroy an: Ein zweiter Ritter Toggenburg wird aus ihm; das war der große Liebesmathematiker, der das Fensterln auf die höchste Potenz erhoben hat, der hat auch immer hinüberg’schaut und g’schaut, und so saß er, eine Leiche, eines Morgens da - Sie werden g’hört haben von der G’schicht’.
In einem autobiographischen Text bekannte Wilhelm Hauff: Ich komme mir oft vor wie der Ritter Toggenburg.. Es ist zwar kein Nonnenkloster, dem ich gegenüber mein Hauswesen aufgeschlagen habe; aber doch schaue ich vielleicht nicht mit geringerer Andacht nach dem schönen, zweistöckigen Haus und lausche, bis ein Fenster klingt und ich auch Worte vernehme, denn so kann ich die Leute nur sprechen sehen. Auch bleibe ich so nach und nach ein Junggeselle wie der melancholische Ritter, doch soll mich Gott bewahren, daß ich darüber das bißchen Geist aufgebe wie der Toggenburger.
Friedrich de la Motte Fouqué publizierte im Frauenzimmer-Almanach ... für das Jahr 1817 unter dem Titel Ritter Toggenburg eine Erzählung, die in der Zeit der Befreiungskriege gegen Napoleon I. spielt (abgedruckt auch in dessen: Blumenstrauß, Reutlingen 1818). Als der Protagonist Adelbrecht die Ballade rezitiert hört, war es ihm, als töne Sylbe vor Sylbe mit eben so vielen feierlichen, zu Grabe läutenden Glockenpulsen der entscheidende Schicksalsspruch in sein Leben herein.
Das Goethe- und Schiller-Archiv Weimar teilte mit, „daß in unserem Bestand Karl Immermann eine zeitgenössische Abschrift eines Lustspiels unter dem Titel ‚Der neue Toggenburg. Lustspiel in einem Aufzuge von Michael Beer 1830‘ vorhanden (GSA 49/83 Bl 84-94) ist. Diese Abschrift liegt dem Brief von Michael Beer an Karl Immermann vom 15. März 1830 bei“ (Mail vom 12. Dezember 2005).
In seinen Jugenderinnerungen berichtet Paul Heyse, er habe einmal in Anwesenheit von Karl Simrock ein pedantisches Gedicht erwähnt, das die Vorgeschichte des Toggenburg thematisierte. Da steht Simrock plötzlich still, wendet sich um und sagt mit dem ruhigsten Tone: Der Pedant bin ich gewesen. Es handelt sich um Simrocks Ballade Itha von Toggenburg (in den Rheinsagen, Bonn 1841 und öfter).
In der Venus im Pelz von Leopold von Sacher-Masoch (1870) heißt es: ich bin in eine andere verliebt, und zwar höchst unglücklich verliebt, noch weit unglücklicher, als Ritter Toggenburg und der Chevalier in Manon l’Escault. Ähnlich Karl Gutzkow: Die Mutter zog eine Miene und nannte fast verächtlich den jungen Maler geradezu den Ritter Toggenburg aus dem Atelier.
In Fontanes Stine erscheint der Toggenburg in einem Atemzug mit heute bekannteren Balladen Schillers: gleichviel nun, ob sie den Ritter Toggenburg oder den Gang nach dem Eisenhammer oder auch bloß den Handschuh deklamiere.
Mehrfach griff Karl May die Ballade auf, unter anderem in Winnetou I (siehe unten und Olbrich 2004).
In der Korpusdatenbank des Digitalen Wörterbuchs der Deutschen Sprache des 20. Jahrhunderts finden sich folgende Belege zum sprichwörtlichen Gebrauch des Ritter Toggenburg (gefunden über eine Suche nach Toggenburg):
- v. Meysenbug, Malwida, „Der Pfad der Äbtissin“, in: dies., Der heilige Michael, Berlin: Schuster & Loeffler 1907
- Ernst, Otto, Appelschnut, Leipzig: Staackmann 1907[9]
- v. Bismarck, Hedwig, Erinnerungen aus dem Leben einer 95-jährigen, Halle: Richard Mühlmann (Max Grosse), 1913 [1910]: Einmal sagte er, er sei der Toggenburg, der nach dem Fenster seiner Liebe schaue
- Hauptmann, Gerhart, Der Narr in Christo Emanuel Quint, Berlin: Fischer 1910
- Rafaeli, Max / Le Mang, Erwin, Die geheimen Liebesmächte, Dresden: Rudolph 1927, S. 15–200

Bestätigt wird der Befund, dass Belege für einen solchen geläufigen Vergleich aus der zweiten Hälfte des 20. Jahrhunderts fehlen, durch einen Blick auf wortschatz.uni-leipzig.de.
Wenn Robert Gernhardt in seiner Düsseldorfer Dankesrede für den Heinrich-Heine-Preis 2004 den Toggenburg zitierte, dürfte es sich eher um eine Wiederentdeckung sowie Ironisierung des Textes durch einen belesenen Autor handeln.

### Anspielungen in wissenschaftlicher Prosa
Auch in wissenschaftlicher Prosa wurde nicht selten auf den Toggenburg angespielt. Eine Bezugnahme findet man etwa bei Sigmund Freud (in seiner Schrift Dora) oder in der Einleitung von Georg Lasson zur Encyclopädie Hegels: Die Philosophie ist eine Braut, die erobert sein will. Wer den Mut dazu nicht findet und doch um sie wirbt, der wird ihr immer als ein Ritter Toggenburg gegenübersitzen, der schon bei Lebzeiten von einer Leiche sich nicht unterscheidet.
Karl Popper erwähnte in einem Brief an Fritz Hellin vom 20. Juli 1943 Toggenburgs Geduld.
In Konrad Lorenz’ Aufsatz Der Kumpan in der Umwelt des Vogels wird auf das "Ritter-Toggenburg-Verhalten" Bezug genommen.

### Interpretationen
Ausführlichere Interpretationen erschienen vor allem im 19. Jahrhundert. Im 20. Jahrhundert wurde der Text kaum mehr wissenschaftlich oder schuldidaktisch wahrgenommen.
Für Heinrich Dörings Schiller-Biographie von 1824 hat Schiller im Toggenburg als lyrischer Dichter den höchsten Gipfel erreicht. Im Gedicht wehe unverkennbar der Geist der echten Ballade. Was uns darin so anspricht, ist wohl der einfache und doch so rührende Stoff, der durch die Simplizität in der Behandlung, durch das absichtliche Vermeiden glänzender Bilder doppelt gewinnen musste. Selbst durch die Kürze des Versmaßes hat Schiller dem ganzen etwas Eigentümliches, Bedeutendes gegeben.
Ausführlicher als Döring interpretiert Karl Hoffmeister in Schillers Leben 1846 den Toggenburg: „Er scheint seines bisherigen plastischen und grandiosen Balladenstils müde gewesen zu sein, oder zur Abwechslung stellte er ein neues Genre auf. Hier nimmt er zuerst die Liebessehnsucht in ein solches Gedicht auf, und es waltet keine Grundidee, sondern nur ein Grundgefühl vor. Die früheren Balladen beschäftigen mehr die Anschauung, diese Romanze spricht ganz zum Herzen. Nicht nur die Charaktere, sondern auch die Begebenheit ist sehr wenig motiviert; manches kann man nur erraten. Doch ist die einer irdischen Neigung abgewandte Jungfrau besser durchgeführt, als der Ritter, von dessen Heftigkeit und Heldenmut man es nicht begreift, wie diese Eigenschaften in eine bewegungslose Empfindsamkeit erstarren konnten. Aber ist es der Elegie nicht überhaupt eigen, dass sie allein die einsame, in sich befangene Empfindung hervorstellt, und alles andere nur schwach und flüchtig zeichnet? Einen solchen elegischen Ton aber hat unsere Romanze, wie die bisherigen einen tragischen; und wenn diese letzteren mit Dramen zu vergleichen sind, oder sich doch dramatisch abschließen, so endigt sich dieses Stück durch das Stillleben des Einsiedlers gleichsam in eine Idylle. Da hier keine erhabene Idee und kein Kampf des Menschen mit der Natur und dem Schicksal, ja nicht einmal eine Handlung, sondern ein Gemütszustand vorgeführt wird, so kann von Gedrängtheit, Energie und Pracht der Darstellung nicht die Rede sein. In schlichter und natürlicher Sprache hat der Dichter rein, wahr und rührend das sentimentale Gefühl einer Liebe niedergelegt, die, obgleich verschmäht, sich doch bis zum Tod getreu bleibt.“

### Schullektüre
Heute zählt der Toggenburger nicht mehr zum klassischen Kanon der Schiller'schen Balladen. Vermutlich haben aber noch in den ersten Jahrzehnten des 20. Jahrhunderts die meisten Schüler – wenigstens der Gymnasien – das Gedicht kennengelernt. Auf die Zeit um 1878 bezieht sich ein Beleg aus Lily Brauns Memoiren einer Sozialistin, die sich an Schulaufsätze über Goethe und Schiller erinnert: „Während mein Lehrer z. B. Schiller über alles liebte, pries ich Goethe; so heißt es in einem Aufsatz über die Balladen der beiden Dichter: ‚Goethe ist ein Naturdichter, das heißt ein Dichter von Gottes Gnaden. Daß das Werk, welches er schafft, ein Kunstwerk sein wird, ist ihm die Hauptsache. Schiller dagegen ist von andrer Art, denn ihm ist das Werk nur ein Mittel zum Moralpredigen,‘ — hier steh ein ‚Oh!!‘ des Lehrers daneben — ‚das sieht man an allen seinen Balladen, denen alle möglichen Lehren zugrunde liegen: Der Gang nach dem Eisenhammer lehrt, daß Gott die Unschuld beschützt; der Kampf mit dem Drachen, daß der Sieg über sich selbst größer ist als der über das Ungeheuer; die Bürgschaft und Ritter Toggenburg zeigen den Wert der Treue, und die Glocke ist fast ganz ein Lehrgedicht‘.“

### Rezeption in der Musik

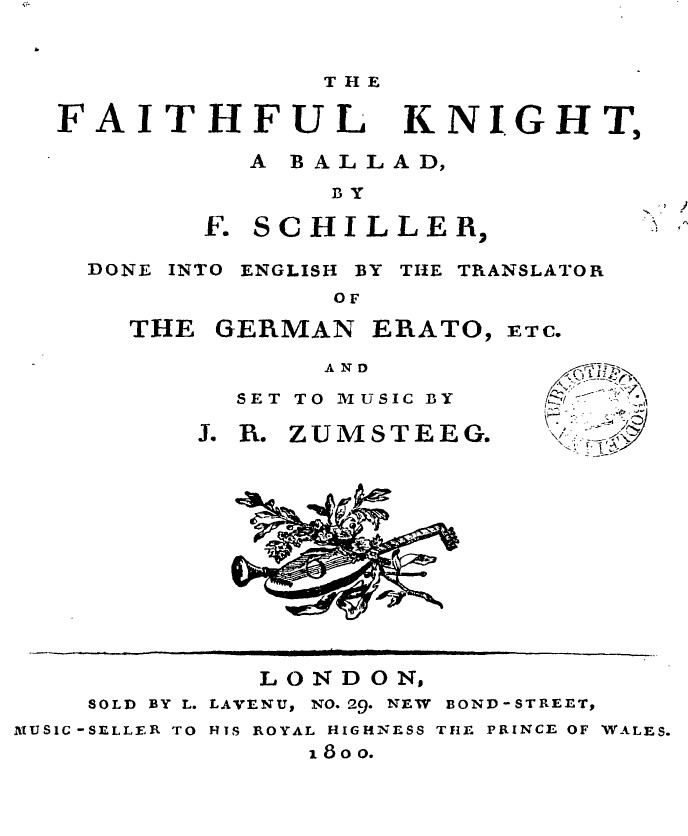
Bearbeitung von Zumsteeg, London 1800

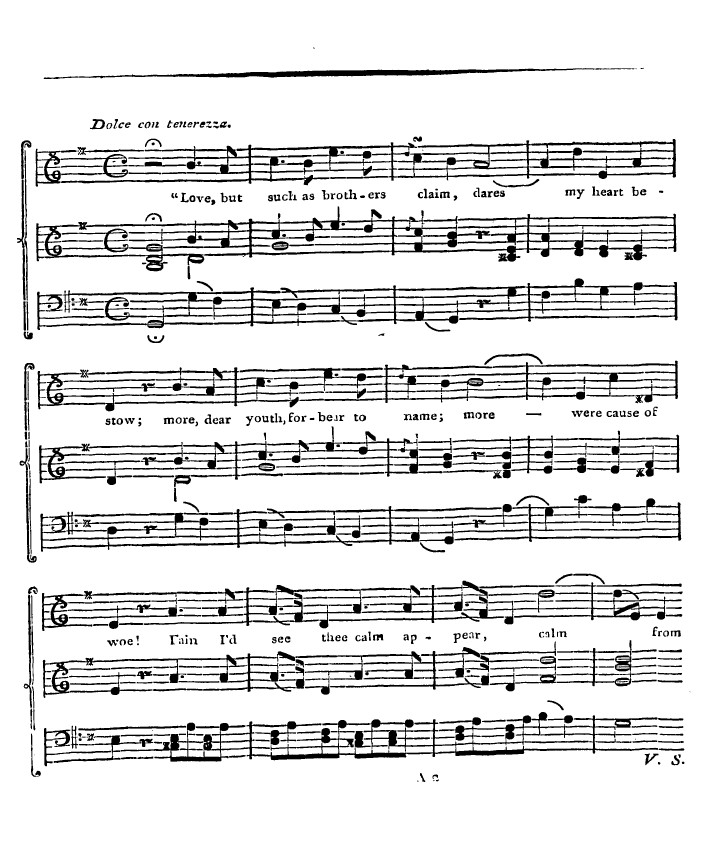
Erste Seite der Noten, ebenda

Die Ballade mit dem Textbeginn Ritter! treue Schwesterliebe wurde wiederholt vertont. Von Komponisten aus Schillers eigener Zeit haben sie musikalisch bearbeitet (Angaben nach der Nationalausgabe und Georg Günther, Schiller-Vertonungen, Bd. 1–2, Marbach 2001):
- Johann Rudolph Zumsteeg (1760–1802), Schillers Schulfreund, tätig am württembergischen Hof (siehe Brief vom 12. Februar 1800 an Schiller)
- Ambros Rieder (1771–1855), österreichischer Violinist, Bratschist, Organist und Komponist
- Johann Friedrich Reichardt (1752–1814), Druck Leipzig 1810

#### Zumsteeg und Schubert
Über Zumsteegs Version, die bereits im Jahr 1800 auch in London gedruckt wurde, schrieb H. A. Köstlin 1886:  In Familien, wo man am Sonntagnachmittag oder -abend noch mit Pietät nach den alten, zierlich geschriebenen Notenbüchern greift, aus welchen unsere Großväter und Großmütter am Klaviere gesungen oder gespielt haben, mag man zuweilen noch den einst so beliebten "Ritter Toggenburg" zu hören bekommen. Waren wir junge Burschen auch boshaft genug, über die Tränen zu lächeln, die sich aus den Augen der emsig strickenden Tante stahlen, wenn's vom Klavier her klang: "Ritter, treue Schwesterliebe widmet euch dies Herz", so ging uns doch das Herz auf bei den Klängen dieser anspruchslosen, gemütsreichen Musik, und jetzt, wenn uns diese Weise zufällig einmal aufstößt, blickt sie uns an wie ein lieber Gruß aus alter schöner Zeit, wie ein Gruß aus dem Kindheitslande.
Von Zumsteegs vier Kleinballaden sei der Ritter Toggenburg, dessen Komposition durch den Wechsel von Liedform, Arioso und Rezitativ geprägt wird, die bekannteste, meint der Artikel Zumsteeg (Familie) in: Die Musik in Geschichte und Gegenwart (Bd. 14, S. 1432, zitiert: MGG).
Später hat auch Franz Schubert sich der Ballade angenommen (D. 397). Sein Autograph des Lieds stammt vom 13. März 1816, der Erstdruck erfolgte 1832 im Nachlass (The Schubert Song Companion, 1997, S. 366). Schubert lehnte sich sehr eng an Zumsteeg an.
In Schuberts Vertonung wird der Weg von der äußeren Dramatik (Abschied, Kreuzfahrt) bis zur inneren Stille (Einsiedelei) nachgezeichnet, von Strophe zu Strophe wird alles starrer; wie eingefroren bleibt über lange Takte die Tonart as-moll stehen, wodurch der Komponist das zeitlose Verharren des Ritters, der seine Liebe bis in den Tod 'aussitzt', in ein musikalisches Bild fasst (Veronika Beci: Franz Schubert. Fremd bin ich eingezogen. Düsseldorf 2003, S. 36).

#### Weitere Vertonungen
Die folgenden Namen werden genannt, um die Wirkmächtigkeit der Vorlage zu belegen, nicht weil es sich um herausragende Werke der Musikkunst handelt.
Postum erschien von Bernhard Joseph Klein (1793–1832) bei Hoffmeister in Leipzig unter den nachgelassenen Balladen und Gesängen im zweiten Heft auch der Ritter Toggenburg (Wenzel 1859 und MGG im Artikel Klein).
Carl Haslinger (1816–1868) bearbeitete das "Melodram" für Klavierbegleitung.
Martin Plüddemann (1854–1897) bot ebenfalls in seinen Balladen und Gesängen Bd. 4 (1893) eine musikalische Fassung (Günther II, S. 120).
Nach Wenzel 1859 enthielten die Balladen (Wien: Mechetti u. Comp.) von Johann Vesque von Püttlingen (1803–1889) als Heft 7 den Ritter Toggenburg.
In seiner Autobiographie erwähnt Richard Wagner einen Komponisten Weißheimer, der ein symphonisches Gedicht Der Ritter Toggenburg beendet hatte. Es handelte sich um seinen Freund Wendelin Weißheimer (1838–1910), der in seiner am 1. November 1862 im Leipziger Gewandhaus uraufgeführten Symphonie für großes Orchester zur Programmatik der »Neudeutschen Schule« fand (so MGG Bd. 14).
In Österreich komponierte [1879] Franz Mögele (1834–1907) Ritter Toggenburg. Operette in 2 Acten von Moriz Schadek. Uraufführung in Wien, 3. März 1879 mit Emil Jakob Schindler & Anna von Bergen in den Titelrollen – die Eltern von Alma Mahler. ["Fremdenblatt", Wien 28. Februar 1879].

### Übersetzungen und fremdsprachige Rezeption
Vor allem im 19. Jahrhundert wurde die Ballade in eine Reihe anderer europäischer Sprachen übersetzt, besonders oft in das Englische.

#### Englische Übersetzungen

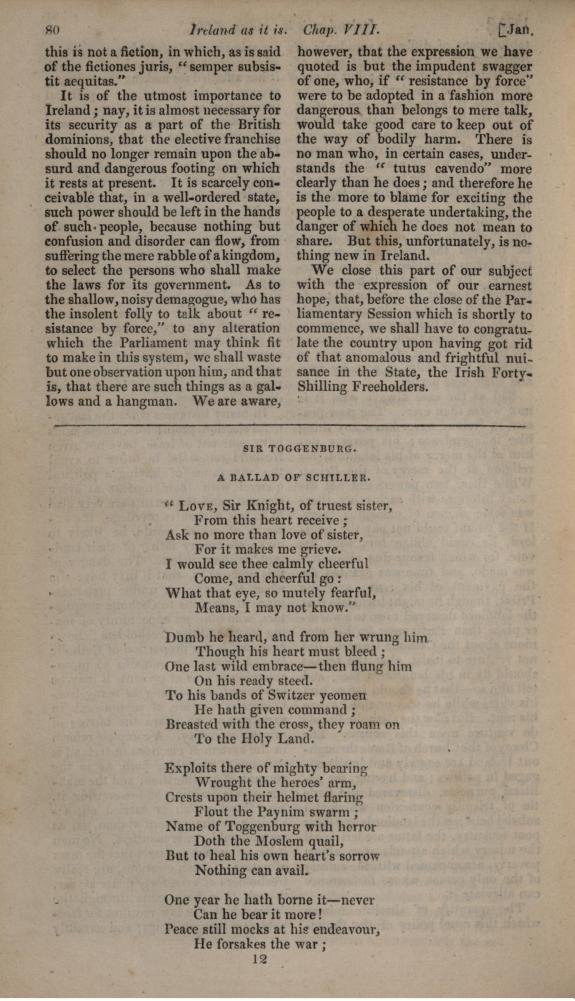
Englische Übersetzung Sir Toggenburg von H.B.H., erschienen in Blackwood's Edinburgh Magazine 1829; zweite Seite

Im englischen Sprachraum war der Toggenburg außerordentlich populär. Bemerkenswert ist die Reihenfolge der Balladen in den Essays von Thomas Carlyle (Ausgabe Boston 1860): The Ritter Toggenburg, the Dragon-fight, the Diver, are all well known (so schon Fraser's Magazine for Town and Country 1831, S. 149).
Im Juli 1867 las man in Chambers's Journal of Popular Literature, Science and Arts (London und Edinburgh): he looked as Teutonic as Karl the Great or Ritter Toggenburg (Lord Ulswater, S. 457).
Um eine Identifizierung der im Volltext ermittelten Versionen zu erleichtern, werden jeweils die ersten beiden Zeilen angegeben. Die folgende Aufzählung dürfte weit von Vollständigkeit entfernt sein.
Nur die erste Strophe übertrug Thomas Hardy:
Knight, a true sister-love
This heart retains;
Die dem Londoner Zumsteeg-Druck (done into English by the translator of The German Erato) aus dem Jahr 1800 beigegebene (früheste?) Übersetzung wurde James and Benjamin Beresford zugeschrieben.
"Love, but such as brothers claim, clares my heart bestow
Mr. Bowring ist angegeben als Verfasser für die 1821 im The New Monthly Magazine and Literary Journal (American Edition Boston: Januar 1821. Vol. 1, Iss. 1, S. 121) publizierte Übersetzung:
Oh knight! a sister's love for thee
My bosom has confess'd;
Die Originalausgabe des New Monthly erschien in London. Anhand des Vornamenkürzels J. ergibt sich als Verfasser der englische Politiker und Autor John Bowring.
Anonym erschien der gleiche Text im März des gleichen Jahres 1821 im The New - York Literary Journal, and Belles - Lettres Repository (Vol. 4, Iss. 5, S. 344). Ebenso in The Atheneum, or, Spirit of the English Magazines (1. Mai 1821; Vol. 9, Iss. 3, S. 106). Mit Verfasserangabe Mr. Bowring in: The Ladies' Literary Cabinet, Being a Repository of Miscellaneous Literary Productions, both Original and Selected in Prose and Verse (New York: 14. Juli 1821. Vol. 4, Iss. 10, S. 79).
Bereits am 1. Oktober 1824 bemerkte The Atlantic Magazine (S. 470), die Glocke, Ritter Toggenburg, Fridolin (Der Gang nach dem Eisenhammer) und der Ring des Polykrates seien ably and variously(gekonnt und verschiedenartig) übersetzt worden.
Als am 20. November 1824 ein Autor in der Cincinnati Literary Gazette (Vol. 2, Iss. 21, S. 166) Schiller einem amerikanischen Publikum nahebringen wollte, hob er unter den - im Vergleich zu den Dramen - weniger bekannten Balladen nur den Toggenburg hervor. Schiller habe nach Einfachheit des Gefühls, der Erzählung und der Diktion gestrebt. In dieser Beziehung habe der Toggenburg keine Parallele (In the ballad he aimed at the utmost simplicity of feeling, and narrative, and diction. It would scarcely be too much to say, that, in this style, his "Knight Toggenburg" has no equal; in German it certainly has none).
Für eine Übertragung in Blackwood's Edinburgh Magazine zeichnete 1829 ein H.B.H. verantwortlich.
LOVE, Sir Knight, of truest sister,
From this heart receive;
Ein H. legte in The Mirror of Literature, Amusement, and Instruction, Nr. 487 vom 30. April 1831 vor:
"Knight, a sister's truest love,
This mine heart devotes to thee--
Als Mrs. James Hall publizierte Sarah Aikin in New York ihre Übersetzung in ihrem Buch Phantasia, and other poems.
KNIGHT! true-sister love for ever
Plights my heart to thee
Sie war bereits im April 1842 in der in Albany veröffentlichten Zeitschrift Northern Light erschienen.
In George MacDonalds (1824–1905) Rampolli beginnt der:
True love, knight, as to a brother,
Yield I you again; Ask me not for any other
Der Anfang der Übersetzung von Constance Naden (1885–1889) lautet:
"KNIGHT, with sister's love for brother,
Dear to me thou art:
Keine Quellenangabe weist die Fassung im Project Gutenberg auf:
"I Can love thee well, believe me,
As a sister true;
Zu 1835 führen The Collected Poems of James Clarence Mangan eine Fassung The knight of Toggenburg auf.
Edward Bulwer-Lyttons Übersetzung soll nach Wurzbach von Tannenberg in The Poems and Ballads of Schiller (Leipzig 1844, S. 10) zu finden sein.
In der englischen Schiller-Biographie von H. W. Nevinson (1889, S. xiii) wird eine in Shelford 1842 gedruckte Übersetzung von W. W. (d. i. W. Whewell) erwähnt.
In der 1995 herausgegebenen Poetry of George Gissing (1857–1903) ist der Knight of Toggenburg enthalten (S. 125 ff.).
Wohl nur als Manuskript liegt The knight of Toggenburg (ca. 1849) des Medizin-Professors George Bacon Wood (1797–1879) vor (im College of Physicians of Philadelphia).

#### Weitere Sprachen
Wurzbach von Tannenberg listete 1859 Übersetzungen ins Englische, Italienische, Schwedische und Polnische auf. Für das Englische nannte er nur Bulwer-Lytton 1844. Francesco Disconzi übersetzte die Ballade ins Italienische in der Rivista Viennese von D. G. B. Bolza (Vienna 1839). Eine schwedische Übertragung findet sich in Karl August Nicanders (1799–1839) Reiseerinnerungen aus dem Süden (Minnen fran Södern, Örebro 1831, S. 121ff.). Frei wurde die Ballade unter dem Titel Celina im polnischen Sammelwerk Polyhymnia (Lemberg 1827, Bd. 6, S. 1) übertragen, genau von Kazimierz Brodziński in den Pienia Liryczne als Rycerz Toggenburg S. 36 (in den Werken/Dziela Bd. 2, S. 33 unter dem Titel Alfred i Malwina). Auf Ungarisch ist sie enthalten in des Grafen Franz Teleki v. Szék von Döbrentei Gedichten (1834) und in Fr. Fidlers Sammlung ungarischer Übersetzungen Schiller'scher Gedichte.
Daniel Amadeus Atterbom (1790–1855) begann seine Übertragung ins Schwedische Riddar Toggenburg mit Kuno, trogen syskonkärlek (Kuno, treue Schwesterliebe) und gab damit dem vornamenlosen Ritter einen ritterromantischen Vornamen.
Steingrímur Thorsteinsson (1831–1913) übertrug zwölf Gedichte Schillers ins Isländische, darunter den Toggenburg (J. C. Poestion, Isländische Dichter der Neuzeit, Leipzig 1897, S. 442).
Auf der Website preseren.net kann man sich das Sonett Velika, Togenburg des bedeutendsten slowenischen Dichters France Prešeren (1800–1849), in dem er Toggenburg als Schmerzgesell anspricht, das Schicksal des lyrischen Ichs also mit dem Toggenburgs vergleicht, als MP3 auf Slowenisch anhören.
Wassili Schukowskis (1783–1852) Übersetzung ins Russische (erstmals publiziert 1818) wurde von Belinski als exzellent gerühmt. Vermutlich sie war es, die Dostojewski den Toggenburg-Stoff vermittelte, von dem er sich in seiner Erzählung Der kleine Held (1849) inspirieren ließ (nach P. R. Hart in: The Slavic and East European Journal 15/3, 1971, S. 305–315). Auch in Turgenjews Väter und Söhne erscheint die Figur Toggenburg (engl. Ausgabe Fathers and Sons, Oxford 1998, S. 92). In der "Geschichte der russischen Ballade" von Friedrich Wilhelm Neumann (1937, S. 131, 322) wird vermutet, dass Schillers Toggenburg das Vorbild für Puschkins Balladen Legenda und Romans gewesen sein könnte.
Bereits 1813 findet man in der Sammlung Procne des dänischen Dichters Bernhard Severin Ingemann (1789–1862) den Ridder Toggenburg.
Im Amsterdamer Almanak voor het Schoone en Goede. Voor 1838 publizierte Vinkeles eine Ballade Toggenburgs Non.
In Mexiko übersetzte 1869 José Sebastián Segura (1822–1889) in der Zeitschrift El Renacimiento den Text als El Caballero de Toggenburgo (I, S. 226f. nach Andreas Kurz, Die Entstehung modernistischer Ästhetik und ihre Umsetzung in die Prosa in Mexiko [...], Amsterdam 2005, S. 49).
Von László Cholnoky (1879–1929) stammt ein ungarisches Prosastück Der Ritter von Toggenburg.
Eques Toggenburg ist der Titel der lateinischen Version des Philologen Johann Dominicus Fuss (1781–1860) in den 1837 erschienenen Poemata latina
Zu Parodien in anderen Sprachen siehe unten.

### Parodien auf Deutsch
Der Toggenburg wurde wiederholt parodiert. Bereits die Inhaltsangabe in Karl Mays Der Weg zum Glück gewinnt dem Stoff humoristische Züge ab: „‚Nun, der hat auch ein Burgfräulein geliebt, und sie hat ihn nicht haben wollen. Da ist er ins heilige Land zogen und hat denen Ungläubigen die Köpf herunterschlagen. Dann, als ihm auch das zu langweilig worden ist, ist er wiederum heim kommen. Vielleicht hat er denkt, daß er das Burgfräulein nun doch noch bekommen kann.‘ ‚Wollte sie auch jetzt nicht?‘ ‚Nein. Sie ist bereits im Klostern steckt und ist eine Nonne worden grad wie Du auch eine werden wolltst. Und allemalen gegen den Abend, da hat sie ihr Fenstern aufimacht und ein Wengerl herausischaut. Weil das der Ritter merkt hat, so hat er sich gegenüber eine Stuben miethet und sich da ans Fenstern setzt. Wann sie dann ausischaut hat, so hat er auch das Fenstern aufimacht. Dann habens sich eine Weile ansehen, bis es dunkel worden ist.‘“
Die bedeutendste Parodie in Gedichtform stammt von Christian Morgenstern. Sie beginnt:
Ritter, Liebe in großen Maßen,
Damen ihn kalt ablaufen lassen.
Auch Joachim Ringelnatz schuf mit Ritter Sockenburg im Jahre 1928 ebenfalls eine Parodie.
Ein Anonymus schrieb Die Gewalt des Schnapses über die Liebe, den die Bibliographien von 1859 (Wurzbach von Tannberg/Wenzel) mit mehreren Drucknachweisen anführen (angeblich erstmals 1824 erschienen). Diese Angaben sind offenbar fehlerhaft, ermittelt werden konnte ein Abdruck in der Bibliothek des Frohsinns (Stuttgart: Franz Heinrich Köhler), Sektion V, Bd. 2, 1837, S. 77–79 Nr. 11 (Faksimile). Das Textende sei zitiert:
Bis des Schnapses Kraft sich zeigte
Bis das liebe Herz
Untern Tisch herab sich neigte,
Fallend ohne Schmerz;
Und so lag er, eine Leiche
Eines Morgens da
Nach dem Schnapsglas noch das bleiche
Stille Antlitz sah.
In Anlehnung an die jüdisch-deutsche Sprache schrieb der Anonymus Itzig Feitel Stern unter dem ursprünglichen Titel: Dichter Itzig Feitel Stern nouch Ritter Toggenborrig, dien der Schiller gemacht hett eine antijüdische Parodie. Erstmals erschien sie in dem Band Gedichter vun dien grauße Lamden der Jüdischkeit im Selbstverlag, München 1827. Unter dem gleichen Buchtitel brachte der F. W. Goedsche-Verlag in Meissen 1830 diese frühen Schriften Sterns erneut heraus, denen erweiterte zweite und dritte Auflagen (1831 und 1832) nun unter dem Titel Gedichter, Perobeln unn Schnoukes folgten. Eine in Teilen veränderte und noch schärfer antijüdisch akzentuierte Version der Parodie publizierte der Goedsche-Verlag schließlich 1852 in der verlagsinternen vierten Auflage der Gedichter, Perobeln unn Schnoukes fer unnere Leut, zugleich 1. Teil der Itzig Feitel Stern's Schriften. Wurzbach von Tannenberg (Nr. 449) bezog sich auf letztere Ausgabe, in der die Parodie unter dem Titel abgedruckt wurde: Der Jüden Taggenborig ouder der Dichter Itzig (Gekimpenirt nouch Ritter Toggenborrig, dien der Schiller gemacht hette, ze schlagen ouf de Gitahr, ze streichen ouf der Vigeline, ze singe oufn Klavier). Hinter dem Pseudonym Itzig Feitel Stern verbarg sich nach jüngster Forschungslage sowohl Heinrich Holzschuher, als auch der fränkische Freiherr und Landrichter Johann Friedrich Sigmund von Holzschuher (1796–1861).
Im Internet zu finden ist auf der Website Lyrik.ch Des Ritters Stachelburgs ewig verlorene Lieb von dem in Bozen lebenden Autor Donat von Sempach (geboren 1970), eine persiflierende Auseinandersetzung mit der Vorlage Schillers.

#### Parodien in anderen Sprachen
Die populärste englischsprachige Parodie findet sich in den überaus beliebten Balladen von Bon Gaultier (in Wirklichkeit William Edmondstoune Aytoun und Theodore Martin), die viele Auflagen erlebten: Bursch Groggenburg (nach der Ausgabe des Book of Ballads London 1849).
Auch der niederländische Dichter J. M. E. Dercksen (1825–1884) schuf mit seinem Klaas Tobbenburg eine Parodie.
Kosma Prutkow (Pseudonym mehrerer russischer Autoren) parodierte 1854 die von Zukovskij ins Russische übersetzte Ballade wie folgt (Übersetzung):
Deutsche Ballade
Baron von Grienwaldus,
Der Stolz von Germanien,
In Söllern und Rüstung
Sitzt auf einem Steine
Vorm Schlosse Amaliens;
Sitzt, furcht sich die Stirne,
Sitzt dort und schweigt.
Zurück wies Amalie
Die Hand des Barones!..
Baron von Grienwaldus
Wendet vom Fenster
Der Burg nicht die Augen,
Rückt nicht von der Stelle,
Trinkt und isst – nichts.
Die Jahre vergehen...
Barone: sie kämpfen,
Barone: sie schlemmen;
Baron von Grienwaldus,
Der tapfere Ritter
Hockt an selber Stelle
Auf selbigem Stein.

### Bilder

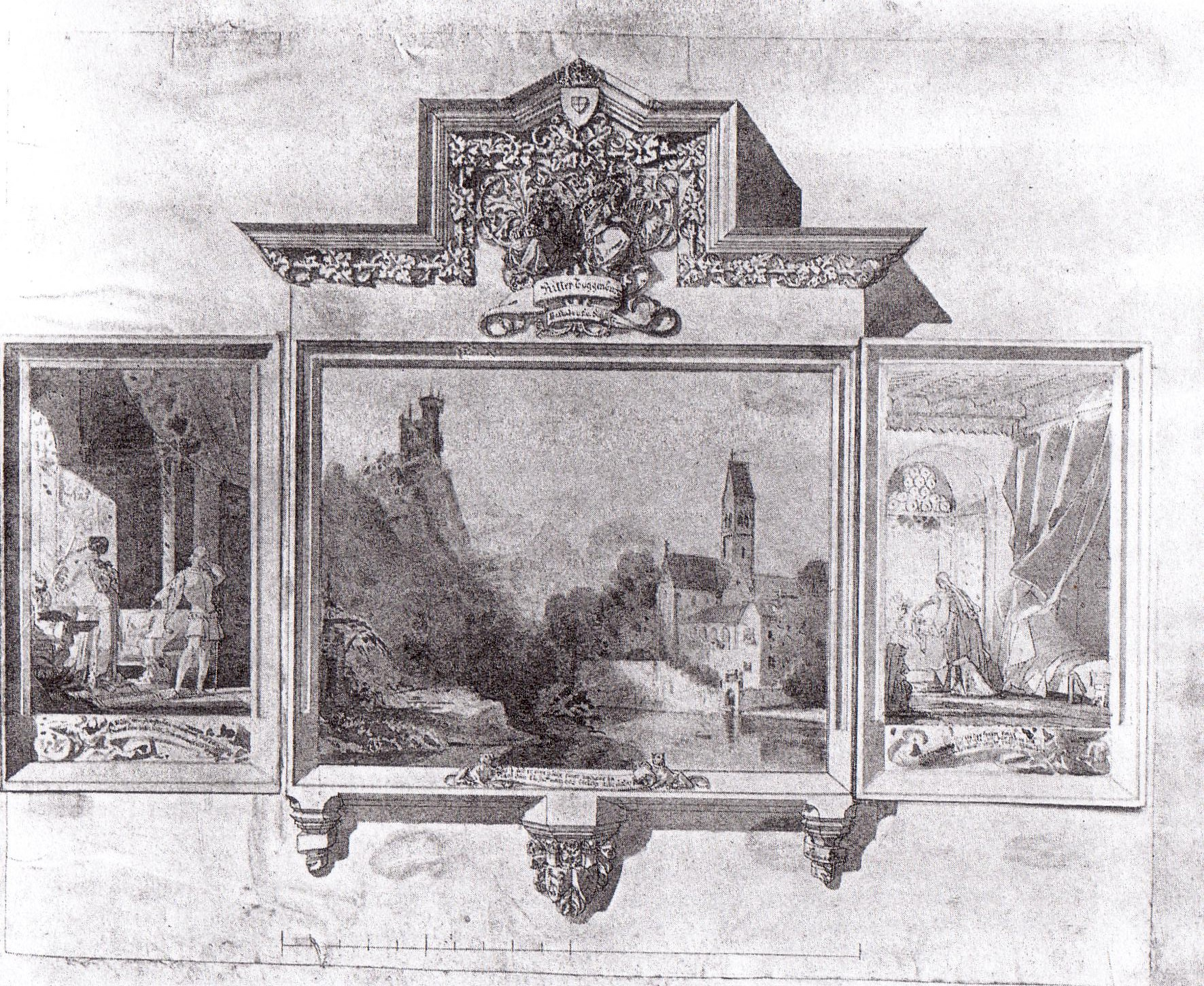
Zeichnung von August von Bayer für einen Altar zum Thema Ritter Toggenburg

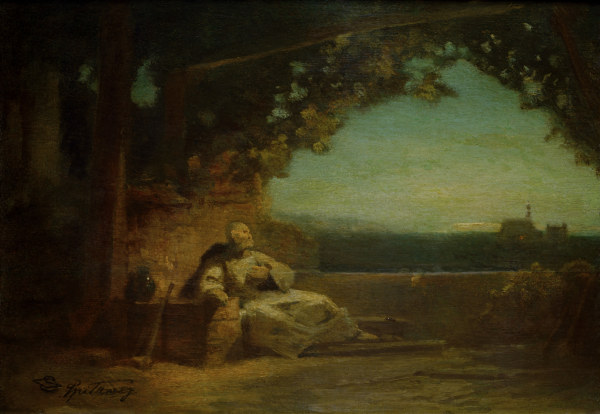
Ritter Toggenburg, Gemälde von Carl Spitzweg um 1875

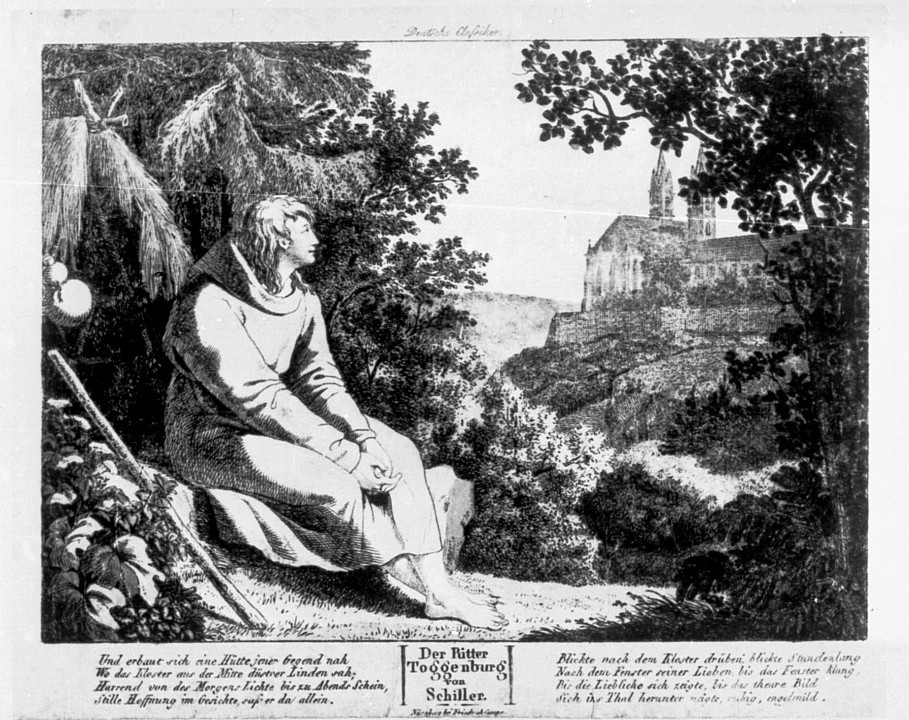
Radierung bei Friedrich Campe in Nürnberg um 1810/20

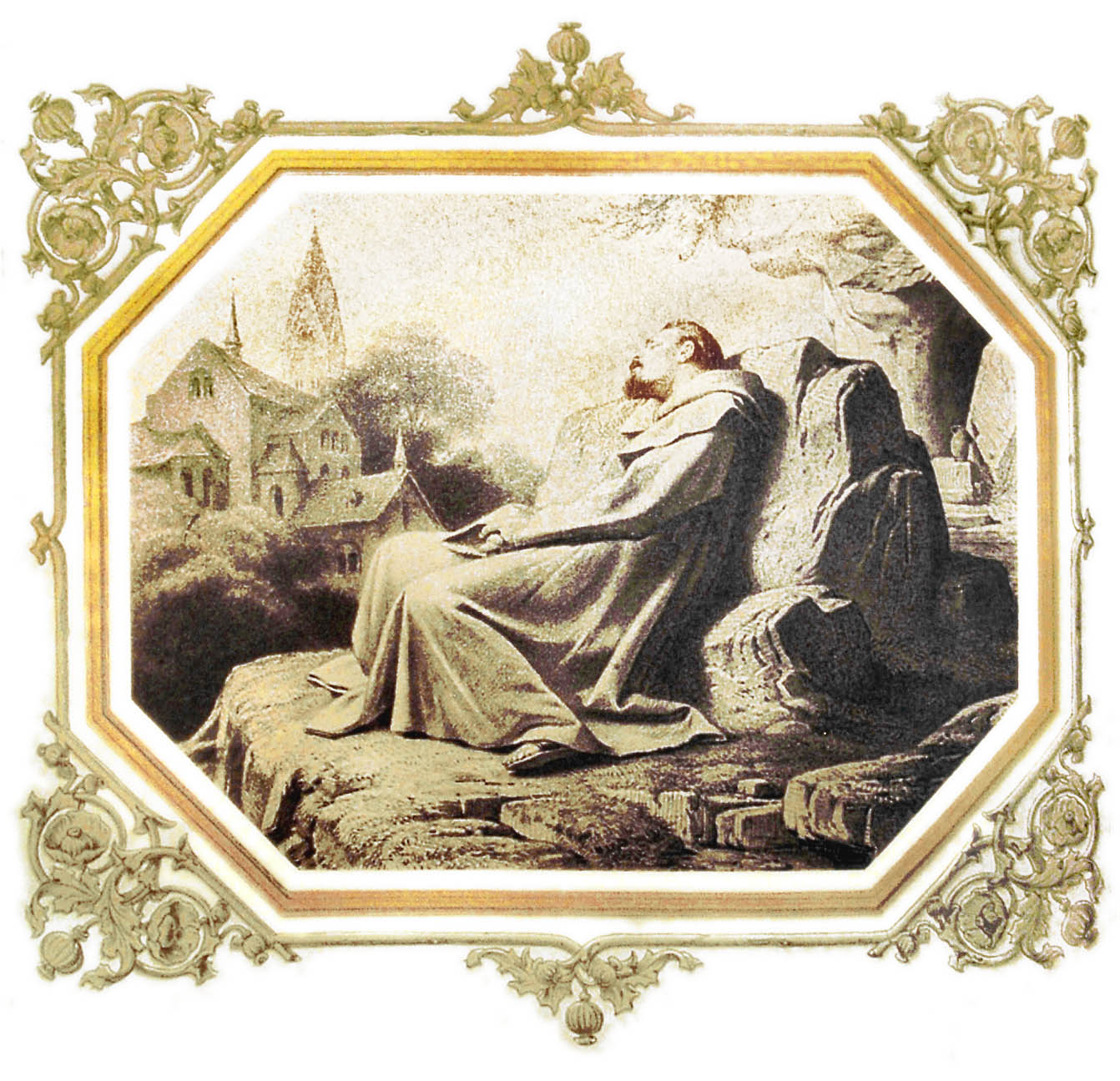
Illustration von Arthur von Ramberg für die Prachtausgabe 1859

Als Bernhard Neher (der Jüngere) um 1836/40 Illustrationen zu verschiedenen Werken Schillers im Fürstlichen Residenzschloss zu Weimar schuf, wählte er als eines der Themen seiner Wandbilder auch den Ritter Toggenburg.
Um 1875 malte Carl Spitzweg den Ritter Toggenburg (Museum Georg Schäfer in Schweinfurt).
Im Kupferstichkabinett der Staatlichen Kunsthalle Karlsruhe befindet sich eine Zeichnung nach der Ballade. „Sie stammt von August von Bayer, ist um 1850/55 entstanden und besitzt die Form eines Triptychons. Dargestellt sind der Abschied des Ritters von der seine Liebe ablehnenden Dame (linker Flügel), das Nonnenleben der Dame (rechter Flügel) sowie der sterbende Ritter mit der Einsiedelei, der Toggenburg und dem gegenüberliegenden Kloster (Mittelbild). Die Zeichnung ist der Entwurf für ein von König Friedrich Wilhelm IV. von Preußen in Auftrag gegebenes Gemälde, dessen Aufbewahrungsort uns nicht bekannt ist“ August von Bayer (1803–1828) versuchte im Sommer 1852 den Thurgauer Historiker Johann Adam Pupikofer dafür zu gewinnen, dem Werk eine Geschichte der Grafen von Toggenburg beizugeben. Der von Bayer erweckte Eindruck, der königliche Auftraggeber wünsche dies, war allerdings unzutreffend, wie eine Rückfrage in Berlin ergab. Pupikofers Ausarbeitung, die ihn noch bis 1861 beschäftigte, blieb ein Manuskript. Im Dezember 1855 stellte Bayer das Gemälde, Nachahmung eines gotischen Flügelaltars und Zeugnis der romantischen Gesinnung des Malers, in Karlsruhe aus. Im folgenden Frühjahr übergab er es dem König. Es muss eine weitere von Bayer signierte Fassung aus dem Jahr 1864 gegeben haben, die – Arthur von Schneider zufolge – nach dem Zweiten Weltkrieg im US-Kunsthandel aufgetaucht ist.
Auch Heinrich Jakob Fried und Carl Alexander Heideloff schufen Bilder zur Ballade. Frieds Bild ist offenbar verschollen. Heideloffs Ölgemälde aus dem Jahr 1811 für den Grafen Fries in Wien erwähnt eine autobiographische Aufzeichnung.
Daneben gab es Illustrationen zu Balladenausgaben, z. B. Umrisse zu Schillers Toggenburg entworfen von Gustav Dittenberger (1794–1879), 1825 (9 Kupferstiche, bei Cotta). Bilder zu sechs Balladen Schillers von F. W. Bollinger (nach Zeichnungen von L. Wolf), darunter auch der Toggenburg, enthielt der Historisch-genealogische Kalender auf das Jahr 1811. In der Cotta'schen Prachtausgabe der Gedichte Schillers von 1859 stammt die Illustration von Arthur von Ramberg.
Die Kunstsammlung des Deutschen Literaturarchivs Marbach verwahrt neben Dittenbergers Werk eine von Philipp von Foltz (1805–1877) gemalte und von Gottlieb Bodmer (1804–1837) lithographierte Darstellung des schlafenden bzw. toten Einsiedlers (Inv.-Nr. III 361). 1821 schufen Johann Heinrich Ramberg (1763–1840) und der Stecher Johann Friedrich Rossmässler jun. (1775–1858) in Dresden eine Radierung (Inv.-Nr. 1363/7), die auch in Penelope - Taschenbuch für das Jahr 1823 erschien. In den Illustrationen zu Schiller's sämmtlichen Werken (Inv.-Nr. 856–859), Stuttgart: Xylographische Anstalt 1838/39 erscheint der Toggenburg in Heft 5/6. Auf einem Stahlstich zu Schillerstätten ist er auf Tafel XXXVI, gewidmet dem Schillerhaus in Lauchstädt, ebenfalls vertreten (Inv.-Nr. 3646). In einem Antiquariatsangebot wird das letztgenannte Stück so beschrieben: „Bad Lauchstädt. Souvenirblatt. Um zentrales Mittelbild mit Ansicht des Schiller-Hauses gruppieren sich Szenen aus Schillers Werken : Fridolin, Ritter Toggenburg und Kampf mit dem Drachen. Getönter Holzstich von Cohn nach V. Katzler um 1860.“
Das Museum der bildenden Künste in Budapest verwahrt Karikaturen zu Schillers „Ritter Toggenburg“ (16 Bll., um 1865) von dem ungarischen Zeichner Albert Almássy (Almásy).
„Schadow forderte mich auf“, erinnert sich der Spätromantiker Caspar Scheuren in seiner Autobiographie zum Jahr 1830, „fleissig den Abend zu komponieren und mich im Historischen zu versuchen, wobei er mir auch die Aufgabe stellte, wie »Götz von Berlichingen verwundet unter den Zigeunern«. Dieser, »Toggenbruck« und »Kains Totschlag« von mir schienen ihn wenig anzusprechen, und so folgte ich um so mehr meinem Naturell, nämlich Landschaftliches zu versuchen und zu erfinden.“ Ein Aquarell von 1835 mit dem Titel »Ritter Toggenburg« befand sich ehemals in der Schlossbibliothek in Berlin.
In seiner Kindheit in Stavenhagen vergnügte sich der 1810 geborene spätere plattdeutsche Schriftsteller Fritz Reuter mit einem populären Bilderbogen zum Ritter Toggenburg: